# La Chapèla d'Arona
La Chapela (en francès La Chapelle) és un municipi francès, situat al departament de l'Alier i a la regió d'Alvèrnia-Roine-Alps. L'any 2007 tenia 381 habitants.

## Demografia

### Població
El 2007 la població de fet de La Chapelle era de 381 persones. Hi havia 161 famílies de les quals 43 eren unipersonals (16 homes vivint sols i 27 dones vivint soles), 43 parelles sense fills, 63 parelles amb fills i 12 famílies monoparentals amb fills.
La població ha evolucionat segons el següent gràfic:
Habitants censats

### Habitatges
El 2007 hi havia 226 habitatges, 160 eren l'habitatge principal de la família, 30 eren segones residències i 35 estaven desocupats. 223 eren cases i 1 era un apartament. Dels 160 habitatges principals, 126 estaven ocupats pels seus propietaris, 19 estaven llogats i ocupats pels llogaters i 16 estaven cedits a títol gratuït; 5 tenien dues cambres, 21 en tenien tres, 51 en tenien quatre i 83 en tenien cinc o més. 136 habitatges disposaven pel capbaix d'una plaça de pàrquing. A 71 habitatges hi havia un automòbil i a 74 n'hi havia dos o més.

### Piràmide de població
La piràmide de població per edats i sexe el 2009 era:
| Homes | Edats   | Dones |
| ----- | ------- | ----- |
| 0     | 95 o +  | 0     |
| 0     | 90 a 94 | 8     |
| 0     | 85 a 89 | 4     |
| 0     | 80 a 84 | 0     |
| 16    | 75 a 79 | 8     |
| 16    | 70 a 74 | 8     |
| 8     | 65 a 69 | 12    |
| 0     | 60 a 64 | 4     |
| 20    | 55 a 59 | 16    |
| 20    | 50 a 54 | 16    |
| 8     | 45 a 49 | 16    |
| 16    | 40 a 44 | 4     |
| 4     | 35 a 39 | 16    |
| 12    | 30 a 34 | 12    |
| 8     | 25 a 29 | 8     |
| 12    | 20 a 24 | 8     |
| 20    | 15 a 19 | 4     |
| 8     | 10 a 14 | 16    |
| 16    | 5 a 9   | 8     |
| 4     | 0 a 4   | 4     |

## Economia
El 2007 la població en edat de treballar era de 237 persones, 174 eren actives i 63 eren inactives. De les 174 persones actives 155 estaven ocupades (79 homes i 76 dones) i 20 estaven aturades (9 homes i 11 dones). De les 63 persones inactives 24 estaven jubilades, 18 estaven estudiant i 21 estaven classificades com a «altres inactius».

### Ingressos
El 2009 a La Chapelle hi havia 161 unitats fiscals que integraven 409 persones, la mediana anual d'ingressos fiscals per persona era de 14.782 €.

### Activitats econòmiques
Dels 6 establiments que hi havia el 2007, 2 eren d'empreses de construcció, 1 d'una empresa de transport, 2 d'empreses d'hostatgeria i restauració i 1 d'una empresa de serveis.
Dels 3 establiments de servei als particulars que hi havia el 2009, 1 era una lampisteria, 1 electricista i 1 restaurant.
L'any 2000 a La Chapelle hi havia 30 explotacions agrícoles que ocupaven un total de 1.300 hectàrees.

## Equipaments sanitaris i escolars
El 2009 hi havia una escola elemental integrada dins d'un grup escolar amb les comunes properes formant una escola dispersa.

## Poblacions més properes
El següent diagrama mostra les poblacions més properes.